# Mediterranean Sundance
Mediterranean Sundance es una canción compuesta e interpretada por Al Di Meola y publicada en 1977. Es la 3ª pista del disco de Al Di Meola, "Elegant Gypsy". La canción original tiene una duración de 5'13''. Es una mezcla de Jazz fusión y flamenco. Está compuesta en un tiempo de 4x4 y en la tonalidad de mi menor. Fue grabada en Electric Lady Studios de Nueva York, por el ingeniero David Palmer. El primer solo es de Al Di Meola y se escucha por el canal derecho, el segundo solo es de Paco de Lucía y se escucha por el canal izquierdo. Los instrumentos que se utilizan en la canción son: una guitarra acústica (afinada en Mi, La, Re, sol, si, mi) y una guitarra flamenca (afinada igual).
La canción se compone de una progresión lírica armónica relativamente simple, adornada por un ritmo flamenco. Sin embargo, plantea dificultades extremas a los artistas, a causa de la velocidad y la precisión requerida. Al Di Meola, juega con fraseos largos y Paco de Lucía desarrolla un complejo fingerpicking en la guitarra flamenca. En la canción encontramos varias técnicas, como los tambores hechos en la tapa de la guitarra, rasgueos, fraseos con el pulgar, el silenciamiento con la palma, glisandos y vibratos. La partitura consta de 115 compases y la velocidad de ejecución es de 1 negra igual a 91. 
La canción aparece en muchas grabaciones, tanto para guitarra, violín, marimba, teclados y otros instrumentos. Para ver la relación de grabaciones vea el Anexo: Mediterranean Sundance (lista de grabaciones).
- Datos: Q3304067